# Wallfahrtskirche St. Salvator (Heiligenstadt)

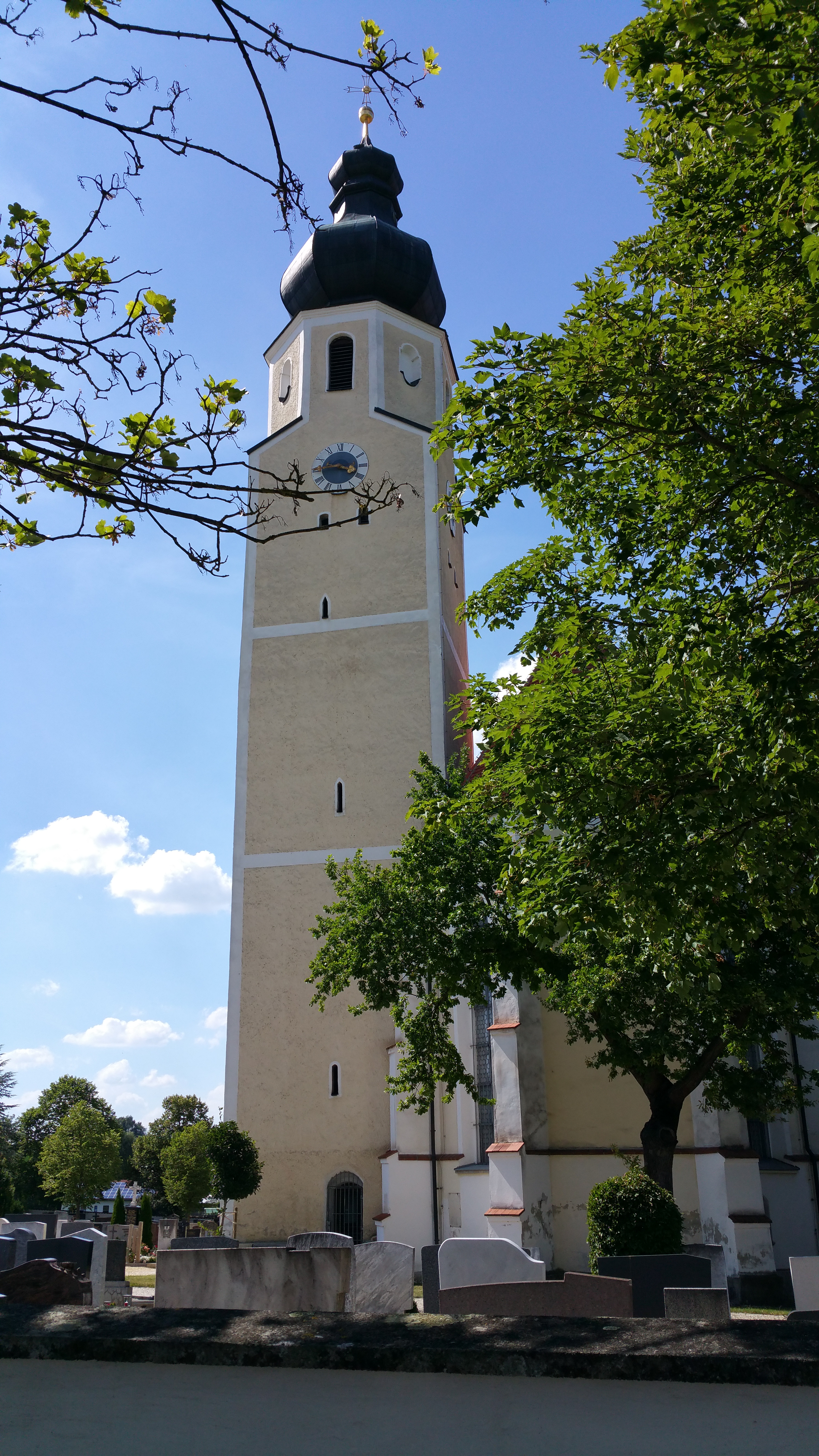
St. Salvator

Die römisch-katholische Wallfahrtskirche St. Salvator (Heiligenstadt) liegt in dem gleichnamigen Ortsteil des niederbayerischen Marktes Gangkofen (Heiligenstadt 2). Die Nebenkirche der Pfarrei Gangkofen gehört zum Dekanat Dingolfing-Eggenfelden des Bistums Regensburg. Nach dem Salvator-Patrozinium wurden mit Vorliebe Kirchen zwischen dem 13. und 14. Jahrhundert geweiht; in dieser Zeit dürfte auch diese Kirche entstanden sein.

## Geschichte
Laut der Stiftungsurkunde der Deutschordenskommende Gangkofen vom 9. August 1279 hat Graf Wernhard II. von Leonberg dem Deutschritterorden das Patronatsrecht über die Pfarrkirche (parochialis ecclesie) und auch der nove capellae, der heutigen Wallfahrtskirche Sankt Salvator,  geschenkt. Das bedeutet, dass diese Kirche bereits vor dem Zeitpunkt der Schenkung bestanden haben muss. An diesem Ort sind drei Vorgängerbauten der Kirche erwähnt, der genaue Zeitpunkt ihrer Erbauung kann nicht angegeben werden.
Aus der spätgotischen Erbauungszeit dürfte noch die Vorhalle der Kirche stammen, die sich längs der Westwand an die Kirche anschließt. Von je einem Spitzbogen an der West-, Nord- und Südseite durchbrochen, zeigt sie den Charakter einer Laube. Unter diesem Namen wird sie bereits 1615 erwähnt; damals diente sie den Devotionalienhändlern als Verkaufsraum bei den Wallfahrtsmärkten. Die Westmauer des spätgotischen Langhauses bildet heute noch den Kern der Westwand, die in ihrer gesamten Anlage auf das 17. und 18. Jahrhundert zurückgehen dürfte. Chor und Turm dürften aus der Mitte des 15. Jahrhunderts stammen. 1651 zerstörte ein Blitzschlag Teile des Turmes, der 1679 aber wieder aufgebaut werden konnte. Eine Baumaßnahme von 1740/41 war besonders eingreifend, weil das bis dahin dreischiffige Langhaus zu einem schmäleren einschiffigen Saal umgebaut und eine polygonale Kapelle errichtet wurde.
Beeindruckend an der Ausstattung ist der spätgotische Flügelaltar mit der Sitzfigur des Welterlösers (Salvator mundi). Eine Jahreszahl auf der Veronikafigur auf der rechten Außenseite des Altars  trägt die Zahl 1480. Als Stifter des Altars gilt Perchtold von Sachsenheim, der im rechten Seitenfeld im Habit des  Deutschen Ordens dargestellt wird; das Spruchband enthält die in gotischer Minuskelinschrift Miserere mey Deus. Auf dem linken Flügel sind die Verkündigung und die Geburt Christi, rechts Maria und Elisabeth und die Anbetung der Könige dargestellt. Die Predella zeigt eine Darstellung der Grablegung Christi. Auf der Rückseite des Altares befinden sich Gemälde, welche die Geißelung und Kreuzigung Christi (rechts) und den Ölberg bzw. Simon von Cyrene das Kreuz tragend (links) dargestellt sind. 1994 wurden der Flügelaltar und die Kirchenausstattung grundlegend renoviert. Die freigelegten Wandmalereien zeigen die sieben klugen und die sieben törichten Jungfrauen sowie die Propheten Moses, Jeremias, Ezechiel und Daniel. Die in Rokokomanier errichtete Kanzel stammt von dem Vilsbiburger Bildhauer Johann Paul Wagner. An der Südseite des Chors ist ein schlecht erhaltenes Riesenbild des St. Christophorus.
In einer Seitenkapelle ist ein spätbarockes Kreuz  mit Christus aufgestellt; das Kreuz ist ein Naturstamm mit Weinreben; daneben sind als Assistenzfiguren der Hl. Johannes sowie die Hl. Maria aufgestellt. Die Fensterverglasung wurde 1934 erneuert.
Die mächtigen Dimensionen des Baues lassen einen einstmals blühenden Wallfahrtsbetrieb erahnen, der in das frühe 14. Jahrhundert zurückreicht. Um 1807 schließlich wurde der Friedhof des Marktes Gangkofen nach Heiligenstadt verlegt. Das Gotteshaus hat seitdem auch die Funktion einer Friedhofskirche.